# 公理邊緣
《公理邊緣》是一款由Thomas Happ開發的類銀河戰士惡魔城遊戲。2015年3月31日首先於PlayStation 4平台發售，隨後陸續在Windows、MacOS、Linux、PlayStation Vita、Wii U、Xbox One、任天堂Switch等平台推出。

## 遊玩方式

《公理邊緣》遊戲畫面，玩家可使用不同槍枝進行戰鬥

《公理邊緣》是一款2D橫向捲軸遊戲，玩家扮演一位名為Trace的科學家，在一次實驗意外中身受重傷而陷入昏迷，甦醒後卻發現身處於一個充滿未知科技與奇怪生物的的異世界。遊戲專注於戰鬥與探索過程，整體風格近似於《銀河戰士》。遊戲地圖複雜且充滿諸多隱藏要素，通常玩家在擊敗BOSS後便能前往新區域，但不少時候也需要找到特定裝備或道具才能進入新區域，在取得新道具或武器後再回到舊場景發掘隱藏空間和收集物品。遊戲中的武器基本上是各種高科技槍械，諸如射程很短但威力強大的雷電槍、可發射定時炸彈的爆炸槍、追蹤槍、火焰槍...等等，一些場景謎題也需要使用特定武器才能解決。遊戲中充滿各種造型詭異的怪物與BOSS，包含不少昆蟲型態的異形生物，此外針對特定怪物使用特定武器或道具也許會有奇效。此外遊戲也提供競速破關(Speedrun)模式，方便玩家挑戰快速破關。

## 開發與發行
本作開發者Tom Happ是前岩石壁畫的工程師，曾參與過《灰蠱》、《End of Nations》、《NFL Street》、《Tiger Woods PGA Tour》等作品之開發，現為獨立開發者。本作的美術、配樂、程式設計全由他一人負責。，而在行銷等商業公關方面則由一位前任天堂主管Dan Adelman協助處理。
本作風格受到不少經典遊戲的影響，諸如《銀河戰士》、《魂斗羅》、《超惑星戰記》、《生化突擊隊》等等。在影視方面也受到諸如《異形》、《Farscape》等作品影響。
遊戲的Alpha版本最早於2012年5月，在一場微軟舉辦的遊戲設計比賽Dream Build Play中首度亮相。遊戲原本預計於2013年在Windows和Xbox 360平台發售，但後來延期了。2014年年初作者獲得來自於索尼名為「Pub Fund」的資金贊助，讓他得以全職開發遊戲，條件是讓遊戲首先在索尼的主機上發售。同年4月，作者宣布遊戲將在2015年初於PlayStation 4和PlayStation Vita平台推出，隨後PS4版於2015年3月正式發售。2015年5月Windows、MacOS和Linux版發售，2016年4月PSV版發售，2016年9月Xbox One版發售。
2015年3月，作者透漏原本計畫要推出WiiU版本，但由於技術限制而無法實現，因遊戲使用的引擎MonoGame缺少對於任天堂平台的支援。不過任天堂對於本作登上WiiU平台之事抱有興趣，之後在前任天堂獨立遊戲主管Dan Adelman的協助下，WiiU版本最終於2016年9月1日發售。作者原本想在WiiU版中加入《銀河戰士》主角薩姆斯的造型，然而並未獲得任天堂同意。2017年10月任天堂Switch版本發售，於eShop販售數位版，實體版本《多元宇宙版》(Multiverse Edition)則於11月21日發售。
2015年10月，作者與IndieBox網站合作（該網站提供月費訂閱遊戲服務），推出一個定製的《公理邊緣》實體收藏版。該收藏版包含了一個裝載了DRM-Free版遊戲的隨身碟、一組Steam版遊戲序號、說明書、原聲帶、以及其他周邊物品。 由於訂購量太大超出預期，甚至造成IndieBox網站一度當機。

### 多元宇宙版
2017年2月，西班牙發行商BadLand Games宣布將與Thomas Happ合作發行《公理邊緣》的實體版。實體版分為一般版和《多元宇宙版》（Multiverse Edition）兩種，一般版僅包含遊戲實體光碟，並且僅發行PlayStation 4和任天堂Switch版本；《多元宇宙版》則比一般版多了一些周邊商品，諸如美術集、遊戲地圖、遊戲製作幕後花絮影片，在PlayStation 4、PlayStation Vita、Wii U、Switch等平台皆有發行，不過只有Switch上的《多元宇宙版》多含了遊戲原聲帶。此外Steam商店也有販售數位版的《多元宇宙版》，內容與實體版相同（包含原聲帶）。
《多元宇宙版》於2017年11月21日在北美地區發售，歐洲地區直到2018年1月26日才發售。

## 評價
《公理邊緣》在發售後受到不少正面評價，特別針對遊戲中的背景設定、武器、BOSS戰、操作性、探索流程等層面。在Metacritic網站上，PS4版本獲得了84/100的媒體平均分數。
Giant Bomb網站的Jeff Gerstmann給予遊戲5星滿分的評價，他認為多樣化的武器、裝備升級系統提升了遊戲的趣味性，遊戲機制也讓玩家有動力去達成全內容收集。配樂與視覺效果類似古早8位元和16位元時代的遊戲，但又並非以漫無目的之形式進行創新。他也認為遊戲難度設定恰到好處，不至於讓人感覺過度挫折。
GameSpot的Peter Brown給予遊戲8/10的分數，對於探索收集和裝備系統表示讚賞。遊戲中獲得的特定裝備不僅可以擊敗怪物，甚至還有可能讓怪物本身產生無法預期的變化，比方說一個名為「位址破壞者」(Address Disruptor)的裝備，他覺得是遊戲中最有趣的工具之一。此外也提到運用武器、工具與道具上的文字敘述來解開場景謎題，這種設計讓他獲得極高的成就感。遊戲整體上採用類銀河戰士惡魔城的樣板，但又加入自身的創新成分。
IGN的Marty Sliva給予遊戲7.9/10的分數。令人滿足的角色成長過程、充滿挑戰性的BOSS戰、反饋良好的操作與戰鬥系統等部分獲得了讚賞。但另一方面也批評遊戲劇情無法讓人深刻投入，地圖設計缺乏特色與意義，各區域之間的差異性不大，也未提供明確的探索目標，容易讓人迷失在廣大的路途。他將遊戲與《銀河戰士》進行對照，雖然具有不少共同點，但仍無法像《銀河戰士》一樣讓人印象深刻、回味無窮。

### 獎項
| 獎項           | 類別         | 結果 | 參考資料 |
| -------------- | ------------ | ---- | -------- |
| 2015年遊戲大獎 | 最佳獨立遊戲 | 提名 | [ 33 ]   |

## 續作
在2019年的任天堂獨立遊戲直面會直播中，製作組首度展示了《公理邊緣2》的開發消息與實機畫面，預定於2020年秋季推出。遊戲於2021年8月12日在任天堂Switch、PlayStaion 4、Epic遊戲商城上發售，PlayStation 5版本則會較晚推出。

## 外部連結
- 官方网站（英文）